# دلتا توکان
دلتا توکان یک ستاره است که در صورت فلکی توکان قرار دارد.